# Athur, Thoothukudi
Athur là một thị xã panchayat của quận Toothukudi thuộc bang Tamil Nadu, Ấn Độ.

## Nhân khẩu
Theo điều tra dân số năm 2001 của Ấn Độ, Athur có dân số 9456 người. Phái nam chiếm 50% tổng số dân và phái nữ chiếm 50%. Athur có tỷ lệ 78% biết đọc biết viết, cao hơn tỷ lệ trung bình toàn quốc là 59,5%: tỷ lệ cho phái nam là 82%, và tỷ lệ cho phái nữ là 73%. Tại Athur, 11% dân số nhỏ hơn 6 tuổi.